# عواقبية سلبية
العواقبية السلبية أو التبعية السلبية هي نسخة من العواقبية، والتي هي «واحدة من النظريات الرئيسية للأخلاق المعيارية.» كحال الأنواع الأخرى من العواقبية، ترى العواقبية السلبية أن الصواب والخطأ الأخلاقيين يعتمدان فقط على قيمة النتائج. بالنسبة للإصدارات السلبية وغيرها من العواقبية، أسئلة مثل «ماذا علي أن أفعل؟» و «أي نوع من الأشخاص يجب أن أكون؟» يتم الرد عليها فقط على أساس العواقب. تختلف العواقبية السلبية عن النسخ الأخرى للعواقبية من خلال إعطاء وزن أو اهتمام أكبر في المداولات الأخلاقية لما هو سيء (مثل المعاناة أو الظلم) مما هو جيد (مثل السعادة أو العدالة). ونتيجة لذلك، يمكن اعتباره مثالاً لما يسمى «الأخلاق التي تركز على المعاناة»، وجهة النظر القائلة بأن تقليل المعاناة له أولوية أخلاقية على أي واجبات أخرى محتملة قد نفكر فيها.

## النفعية السلبية
نوع معين من العواقبية هو النفعية، والتي تقول أن العواقب المهمة هي تلك التي تؤثر على الرفاه الكلي. العواقبية أوسع من النفعية في أن العواقبية يمكن أن تقول أن قيمة النتائج تعتمد على أشياء أخرى غير الرفاهية. على سبيل المثال: العدالة، والإنصاف، والمساواة، أو من حيث أنه يمكن القول إن قيمة النتائج تعتمد على الرفاهية ولكن ليس بالضرورة الرفاه الكلي (كما يحدث على سبيل المثال، مع الأولوية التي تعزز تحقيق المستوى الأعلى من السعادة مطروحًا منه المعاناة مع إعطاء الأولوية لرفاهية الحال الأسوأ). وبالتالي فإن النفعية السلبية هي شكل من أشكال العواقبية السلبية. تمت كتابة الكثير بشكل صريح عن النفعية السلبية أكثر من كتابته بشكل مباشر حول العواقبية السلبية، على الرغم من أن النفعية السلبية هي شكل من أشكال العواقبية السلبية، فإن كل ما كتب عن النفعية السلبية هو بالتعريف حول نسخة معينة (نفعية) من العواقبية السلبية. على غرار الطريقة التي توجد بها العديد من الاختلافات في العواقبية، والنفعية السلبية، هناك العديد من الإصدارات من العواقبية السلبية، على سبيل المثال الأولوية السلبية والمساواة التبعية السلبية.

## الناس
يمكن القول بأن أخلاقيات جورج إدوارد مور هي عواقبية سلبية (بتعبير أدق، عواقبية ذات مكون نفعي سلبي)، لأنه قد وُصف بأنه عواقبي، وقال: "إن وعي الألم الشديد هو بحد ذاته، شر عظيم" بينما "مجرد وعي اللذة، مهما كان شدته، لا يبدو بحد ذاته خيرا كبيرا، حتى لو كان له قيمة جوهرية طفيفة. باختصار، الألم (إذا فهمناه بهذا التعبير، فإن وعي الألم) يبدو شرًا أسوأ بكثير من أن المتعة خير". كتب مور في النصف الأول من القرن العشرين قبل أي من المصطلحات "تم صياغة العواقبية أو "النفعية السلبية" أو "العواقبية السلبية"، ولم يستخدم المصطلح "العواقبية السلبية" بنفسه. على غرار مور، دافع إنجمار هيدينيوس عن العواقبية التي يمكن تسميتها سلبية (أو يمكن أن يقال أنها تحتوي على مكون نفعي سلبي) لأنه أعطى المعاناة أهمية أكبر من السعادة. رأى هيدينيوس أن الأسوأ في الحياة، مثل المعاناة الجهنمية، شرير للغاية لدرجة أن حسابات السعادة مقابل المعاناة أصبحت غير ضرورية؛ لم يكن يرى أن مثل هذا الشر يمكن أن يقابله أي خير، مثل السعادة.

## المدافعون
يدافع أستاذ الفلسفة كلارك وولف عن «العواقبية السلبية كمكون لنظرية أكبر للعدالة». يفسر والتر سينوت أرمسترونج النظام الأخلاقي لبرنارد جيرت بأنه «شكل معقد من العواقبية الموضوعية السلبية للحكم العام العالمي.» جيمي مايرفيلد يجادل من أجل واجب قوي لتخفيف المعاناة، والتي يمكن أن تكون عواقبية في الشكل. يقول «إن سوء المعاناة أكبر من خير السعادة»، وأن «النعيم مدى الحياة لكثير من الناس، بغض النظر عن عددهم، لا يمكن أن يبرر السماح بتعذيب أحدٍ مدى الحياة». وبناءً على ذلك، فإن الهدف النهائي للعواقبية السلبية هو القضاء على المعاناة
كما تم الدفاع عن العواقبية السلبية من خلال الادعاء بأنها أفضل حل لعدم التناسق في أخلاقيات السكان، والذي يتمثل في حقيقة أن معظمنا لديه الحدس القائل بأنه من الخطأ خلق حياة تعيسة ولكن ليس من الخطأ بالضرورة عدم خلق حياة سعيدة.

## اقتباسات
1. ↑  Peterson 2013: "Consequentialism is one of the major theories of normative ethics."
2. ↑  Bykvist 2009: "The whole family of utilitarian theories is captured by the equation: Utilitarianism = Consequentialism (nothing but the values of outcomes matter for the rightness of actions) + Welfarism (nothing but well-being matters for the value of outcomes)."
3. ↑  Arrhenius & Bykvist 1995: “Our point of departure was the firm intuition that unhappiness and suffering have greater weight than happiness. By taking this stand we revealed ourselves as members of the negative utilitarian family.”
Ord 2013: “NU [negative utilitarianism] comes in several flavours, which I will outline later, but the basic thrust is that an act is morally right if and only if it leads to less suffering than any available alternative. Unlike Classical Utilitarianism, positive experiences such as pleasure or happiness are either given no weight, or at least a lot less weight. (In what follows, I use the word 'happiness' to stand in for whatever aspects of life might be thought to have positive value).”
4. ↑  Gloor, L. (2019) "The case for suffering-focused ethics", Center on Long-Term Risk. نسخة محفوظة 2020-02-20 على موقع واي باك مشين.
5. ↑  Vinding، Magnus (2020). Suffering-Focused Ethics: Defense and Implications. Copenhagen: Ratio Ethica.
6. ↑  Bykvist 2009.
7. ↑  Hooker, Mason & Miller 2000: “Other consequentialist theories take other things to be valuable, for example justice, fairness, and equality.”
8. ↑  Parfit 1995
9. ↑  “One form of negative consequentialism is negative utilitarianism”. Animal Ethics (2014) "Negative Consequentialism", Ethics and Animals نسخة محفوظة 2020-08-03 على موقع واي باك مشين.
10. ↑  “According to negative consequentialism such as negative prioritarianism, negative utilitarianism, and negative consequentialist egalitarianism...”Animal Ethics (2014) "Negative Consequentialism", Ethics and Animals نسخة محفوظة 2020-08-03 على موقع واي باك مشين.
11. ↑  Shaw 1995: “Moore is indeed a consequentialist.”
12. 1 2  Moore 1951.
13. ↑  Moore died in 1958; the same year that both of the terms 'consequentialism' and 'negative utilitarianism' seem to have been coined. According to Spielthenner 2005, "It seems that the term 'consequentialism' has been coined by E. Anscombe in her influential article 'Modern Moral Philosophy' (1958)." Smart 1958 is widely considered to have coined the term 'negative utilitarianism.'
14. ↑  Petersson 2009.
15. ↑  Wolf 2009: "For a defence of a negative consequentialism as a component of a larger theory of justice, see Wolf (1999)." That is, see Wolf 1999.
16. ↑  Sinnott-Armstrong 2002.
17. ↑  Mayerfeld 1999: "The duty to relieve suffering, I have suggested, arises from the badness of suffering." Mayerfeld 1999: "The duty to relieve suffering is consequentialist in form."
18. 1 2  Mayerfeld 1999.
19. ↑  Pearce, David (2017). Can Biotechnology Abolish Suffering? North Carolina: The Neuroethics Foundation. (ردمك 9781386842149).
20. ↑  McMahan, Jeff (2009). "Asymmetries in the Morality of Causing People to Exist". In Melinda A. Roberts and David T. Wasserman, eds., Harming Future Persons. Netherlands: Springer. pp. 49–68.

## روابط خارجية
- Algosphere Alliance: Vision
- Center for Reducing Suffering (2020) Suffering-Focused Ethics, Research
- Center on Long-Term Risk: "How can humanity best reduce suffering?"
- Organisation for the Prevention of Intense Suffering
- Qualia Research Institute (2020) Suffering
- Suffering-Focused Ethics Resources